# バスター事件
バスター事件（バスターじけん）とは、日本の中央競馬において1969年に発生した競馬法違反事件である。

## 解説
1969年6月29日午前4時ごろ、中山競馬場の鈴木清厩舎で、同日行われる第62回中山大障碍に岡部幸雄騎乗で出走予定であった競走馬・バスターの飲み水および飼料に抹茶が混入しているのが、同厩舎の調教助手によって発見された。抹茶に含まれるカフェインは競馬施行規則によって禁止薬物に指定されていたため、抹茶を摂取した可能性があるバスターは、競走の公正保持のために出走取消を余儀なくされた。なおその後の検査により、バスターは抹茶を摂取しなかったとみられている。
この件は刑事事件に発展し、警察による捜査が行われたが、結果として事件発生から1年以上経ってから、犯人一味の仲間割れによりそのうちの一人が警視庁赤羽警察署に訴え出たことですべてが明らかになった。この事件は、中山大障碍で優勝候補と目されていたバスターを出走取消に追い込むことで、出走馬の一頭であるロイタンを上位に入賞させより多くの賞金を得ようと企んで起こされたもので、ロイタンの事実上の所有者（いわゆる「名義貸し」が行われていた）と馬丁（厩務員）2名を含む共謀者3名の計4名が1970年9月22日に逮捕された。最終的に事件にかかわった馬丁は3名とされている。
後日日本中央競馬会により関係者の処分が行われ、馬丁3名は中央競馬への関与禁止（追放）処分、ロイタンの名義上の馬主は馬主登録の取消処分を受けた。また、ロイタンの管理調教師だった久保田彦之が名義貸しの馬を出走させていた管理責任を問われて約4か月間、馬丁が所属していた厩舎の調教師2名が1か月間の調教停止処分をそれぞれ受けた。
なお、事件に巻き込まれた1頭であるロイタンは2番人気2着 (勝ち馬ホンマルシロー) という結果であった。